# 한국프로농구 2009-10
2009-2010 KCC 프로농구는 2009년 10월 15일 전주 KCC 이지스와 원주 동부 프로미와의 개막전을 시작으로 하여, 2010년 4월 11일 울산 모비스 피버스와 전주 KCC 이지스와의 챔피언결정전 6차전으로 막을 내린 KCC 타이틀의 2번째 시즌이자 14번째 프로농구 시즌이다. 이 시즌부터는 국제농구연맹에서 새롭게 제작한 코트길이에 맞춰 치른 첫 시즌이다. 울산 모비스 피버스가 정규리그 5회 우승 및 플레이오프 3회 우승을 기록하면서 통합우승 3회라는 신기록을 세우기도 했다.

## 성적
| 성적 | 팀                     | 승 | 패 | 비고     |
| ---- | ---------------------- | -- | -- | -------- |
| 1    | 울산 모비스 피버스     | 40 | 14 | 통합우승 |
| 2    | 전주 KCC 이지스        | 35 | 19 | [ 2 ]    |
| 3    | 부산 kt 소닉붐         | 40 | 14 | [ 3 ]    |
| 4    | 원주 동부 프로미       | 33 | 21 | [ 4 ]    |
| 5    | 창원 LG 세이커스       | 34 | 20 | [ 5 ]    |
| 6    | 서울 삼성 썬더스       | 26 | 28 | [ 6 ]    |
| 7    | 서울 SK 나이츠         | 16 | 38 |          |
| 8    | 안양 KT&G 카이츠       | 16 | 38 | [ 7 ]    |
| 9    | 인천 전자랜드 엘리펀츠 | 15 | 39 |          |
| 10   | 대구 오리온스          | 15 | 39 | [ 8 ]    |

## 플레이오프 결과
| 홈팀(정규시즌 순위)     | 원정팀(정규시즌 순위) | 결과          | 비고           |
| ----------------------- | --------------------- | ------------- | -------------- |
| 창원 LG 세이커스(4위)   | 원주 동부 프로미(5위) | 0:3 동부 승   | 6강 플레이오프 |
| 전주 KCC 이지스(3위)    | 서울 삼성 썬더스(6위) | 3:1 KCC 승    | 6강 플레이오프 |
| 울산 모비스 피버스(1위) | 원주 동부 프로미(5위) | 3:1 모비스 승 | 4강 플레이오프 |
| 부산 kt 소닉붐(2위)     | 전주 KCC 이지스(3위)  | 1:3 KCC 승    | 4강 플레이오프 |
| 울산 모비스 피버스(1위) | 전주 KCC 이지스(3위)  | 4:2 모비스 승 | 챔피언결정전   |

## 사건
- 부산 KTF 매직윙스가 모기업 합병으로 인해 kt에 인수되어 부산 kt 소닉붐으로 재창단하였다.
- 인천 전자랜드 블랙슬래머가 인천 전자랜드 엘리펀츠로 이름을 변경하였다.
- 동부 전창진 감독이 kt 감독으로 취임하였다.
- 동부 강동희 코치가 동부 감독으로 취임하였다.
- 정규시즌 사상 처음으로 정규시즌 마지막날에 우승이 결정났다.
- 지난 시즌 꼴찌 kt가 단숨에 정규리그 2위로 올랐다.
- 최초로 혼혈선수가 참가한 시즌이다.
- LG 문태영은 최초로 국내선수가 득점왕에 올랐다.
- SK는 12월 1일 KT&G전에서 전반 최소 득점인 15점을 기록하였다.(1쿼터 8점, 2쿼터 7점)
- 전자랜드와 SK가 팀 최다인 13연패를 기록하였다. 거기다 전자랜드 박종천 감독과 SK 김진 감독이 시즌 중 사퇴하였다.
- LG랑 kt는 팀 최다인 9연승을 기록하였다. 특히 KT는 40승 14패를 기록하고도 2위를 기록하였다.
- 2009년 12월 23일 LG-동부의 경기에서 LG의 크리스 알렉산더와 동부의 조나단 존스가 4쿼터 16.6초 남기고 패싸움을 벌였다. 이 후, KBL은 알렉산더 2경기 출장정지, 존스는 1경기 출장정지 징계를 내렸다.
- 서울 SK 나이츠의 신선우 감독이 12월 25일에 취임하였다.
- 대구 오리온스가 한 경기 최저 득점인 47점을 기록하였다.
- 전자랜드가 한쿼터 최저 득점인 2점을 기록하였다.(3쿼터까지 원주 동부에 65:48로 앞서다 앞서다 67:69로 역전패)
- 2010년 1월 14일 안양 KT&G 카이츠와 인천 전자랜드 엘리펀츠의 경기에서 양팀 합산 최저 득점인 109점을 기록하였다. (57:52 전자랜드 승)
- 2010년 1월 15일 동부가 SK를 상대로 연장 무득점의 수모를 겪었다.(4쿼터까지 52-52, 연장전을 제외하면 양팀 합산 최저. 결과는 63-52 SK승리)
- KCC 아이반 존슨이 챔피언결정전 6차전에서 경기가 끝난 후 심판에게 손가락 욕을 했다. 아이반 존슨은 이때까지 손가락 욕한 죄로 총 1500만원의 벌금과 함께 영구제명되었다.
- 최초로 시즌 중 외국인 트레이드가 2건 이상이 일어났다. 총 3번이나 했으며, 그중 2번은 안양 KT&G가 트레이드 했고, 그 2번 중 1번은 외국인,내국인 같이 이적하였다.
- 외국인 선수 출장제한이 1,4쿼터에서도 1명만 출전하게 되어있다.
- 챔피언결정전 5,6,7차전이 잠실실내체육관에서 열리게 되었다. (단, 삼성이나 SK가 올라갈 경우 제외)
- 이상민과 우지원, 문경은이 은퇴하였다.
- 임효성이 S.E.S.출신 멤버였던 슈와 4월 11일 결혼을 하였다.